# 2680 Mateo
A 2680 Mateo (ideiglenes jelöléssel 1975 NF) a Naprendszer kisbolygóövében található aszteroida. Félix Aguilar Obszervatórium fedezte fel 1975. július 1-én.